# Joe Dassin
Joe Dassin, nome artístico de Joseph Ira Dassin, (Nova Iorque, 5 de novembro de 1938 — Papeete, 20 de agosto de 1980) foi um cantor franco-estadunidense de música pop e chanson. Em sua carreira de dezesseis anos (1964-1980), teve muitos sucessos na França, no mundo francófono, mas também em outros lugares, notadamente na Rússia, Finlândia, Grécia e Alemanha. Joe Dassin vendeu mais de 50 milhões de discos em todo o mundo, incluindo quase 17 milhões na França, com 10 milhões de singles e 7 milhões de álbuns.

## Biografia
Joe Dassin é filho de Jules Dassin (1911-2008), diretor de cinema, e de Béatrice Launer (1913-1994), violinista virtuosa, ambos de nacionalidade americana. Ele tem duas irmãs, Richelle (apelidada de "Ricky") e Julie (apelidada de "a Pequena") nascidas em 1945. Seu avô, Samuel Dassin, era um imigrante judeu russo de Odessa. Quando ele chegou à América, sem falar inglês, ele simplesmente disse que tinha vindo de Odessa para os serviços de imigração. Este último o registrou com o nome de "Dassin".

## Morte

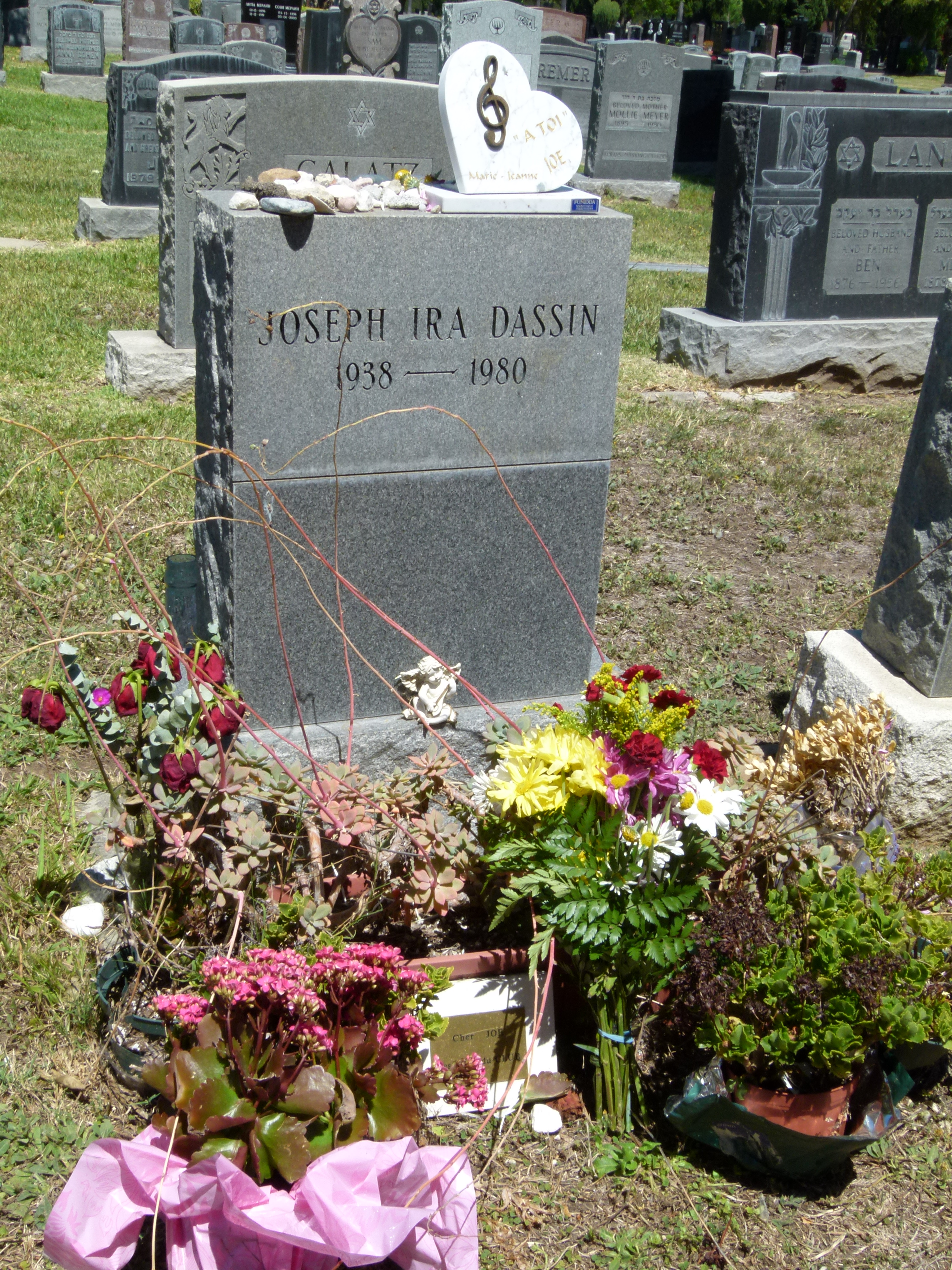
Sepultura de Joe Dassin no Hollywood Forever Cemetery (seção 14), (2011)

Depois de ter feito uma grande viagem pela Europa da qual saiu muito cansado, sem obedecer ao médico que o aconselhou a descansar, partiu para o Taiti para quinze dias de férias e descanso.
Em 20 de agosto de 1980, ele morreu aos 41 anos após um infarto do miocárdio em Papeete (Taiti). Ele estava almoçando com sua família e amigos, incluindo o cantor Carlos, no restaurante Chez Michel et Éliane, quando de repente, às 12h30, teve um infarto e caiu na cadeira. Joe Dassin morreu na hora, apesar de uma massagem cardíaca realizada por um médico que estava lá e da intervenção desesperada de seus amigos. A única ambulância de Papeete não estava disponível e não chegou ao local até cerca de 40 minutos após o ataque cardíaco.

## Posteridade
Em 2010, Joe Dassin ocupava a décima quarta posição no ranking dos cantores que mais venderam discos na França, e seu filho mais novo Julien Dassin consagrou, em outubro de 2010, um musical em memória de seu pai.
Em 2013, a cantora Hélène Ségara homenageou Joe Dassin com o lançamento do álbum Et si tu n'existais pas, com doze duetos virtuais envolvendo seus maiores sucessos. O álbum foi promovido a platina em poucas semanas.

## Discografia
- 1966: Joe Dassin à New York (CBS)
- 1967: Les Deux Mondes de Joe Dassin (CBS)
- 1969: Les Champs-Élysées (CBS)
- 1970: L'Amérique (CBS)
- 1971: Elle était oh…! (CBS)
- 1972: Joe (CBS)
- 1973: 13 nouvelles chansons (CBS)
- 1974: Si tu t'appelles mélancolie (CBS)
- 1974: À l'Olympia (live) (CBS)
- 1975: Le Costume blanc (CBS)
- 1976: Le Jardin du Luxembourg (CBS)
- 1978: Les Femmes de ma vie (CBS)
- 1979: 15 ans déjà (CBS)
- 1979: Blue Country (CBS)
- 1982: Little Italy (CBS)